# Rio Lontra
O Rio Lontra é um rio de Tocantins, Brasil. O rio corta o município de Araguaína. Pela margem direita, os principais afluentes do rio Lontra são o córrego Cuia, o ribeirão Jacuba, o ribeirão Brejão, o córrego Curiti, o córrego Ouro Fino e o córrego Gameleira. Pela margem esquerda, os principais afluentes são o rio Pontes, o ribeirão Gurguéia, o ribeirão João Aires e o ribeirão Boa Sorte.
Suas águas tem ficado poluídas devido ao lançamento de esgoto sem tratamento, o que tem alarmado populações ribeirinhas.
Com o passar dos anos o rio vem sendo tratado e até mesmo servindo como área de lazer, lugar que se nomeia Via Lago, onde as pessoas levam suas famílias, reforçam suas amizades e até mesmo utilizam para a prática de exercícios físicos.
O Rio tem ficado cada vez mais famoso, principalmente depois da colocada de 20 mil peixes, para prosperarem e trazerem outra vida ao rio, fazer com que o mesmo perca a imagem de "rio poluído", no entanto se obtverem resultados positivos de acordo com o esperado, serão adicionados mais 200 mil peixinhos.